# Militärische Ehren
Unter militärischen Ehren versteht man heute allgemein einen Bestandteil des internationalen diplomatischen Protokolls, der von Angehörigen des Militärs zu besonderen Anlässen durchgeführt wird. Militärische Ehren wurden jedoch auch während oder nach Kriegshandlungen erwiesen.

## Friedenszeiten
Militärische Ehren können sich auf viele verschiedene Bereiche des Protokolls erstrecken, so z. B.
- den Empfang mit militärischen Ehren
- das Stellen einer Ehrenwache
- das Abhalten einer Militärparade
- das Durchführen einer Flaggenparade
- das Begräbnis mit militärischen Ehren

In Deutschland auch insbesondere 
- das Abhalten eines Großen Zapfenstreichs

Militärische Ehren sind in vielfältiger Form in allen souveränen Staaten der Welt üblich. Ein bewusster einseitiger Verzicht etwa bei einem Staatsbesuch käme einer diplomatischen Missachtung des Gastes gleich.
Das Abhalten militärischer Ehren steht auch unter Kritik linker Politiker oder pazifistischer Gruppierungen, die in ihnen nationalistische oder militaristische Anklänge herauslesen. Wesentliche Bestandteile militärischer Ehren basieren jedoch auf Gesten militärischer Tradition, die friedliche Aussagen betonen (siehe Empfang mit militärischen Ehren).

## Kriegszeiten
Militärische Ehren können auch im Krieg insbesondere nach harten, jedoch ‚ehrenhaft‘ geführten – den Konventionen entsprechenden – Auseinandersetzungen erwiesen werden.
Hierbei erlaubt der Sieger den Kapitulanten, zu einem Lied ihrer Wahl musizierend auszumarschieren. Ein Défilé kann gewährt werden. Als Zeichen der Offiziersehre kann den kapitulierenden Offizieren der Besitz ihrer Handfeuerwaffen zugestanden werden.
Die Übergabe der Festung Belfort im Deutsch-Französischen Krieg 1870/71 fand nach langer Belagerung durch deutsche Truppen erst auf ausdrücklichen Befehl der französischen Regierung unter Adolphe Thiers statt, da die Übergabe deutscherseits zur Bedingung für die Verlängerung des Waffenstillstandes gemacht wurde. Am 16. Februar 1871 wurde die Übergabekonvention geschlossen. Die Garnison erhielt freien Abzug unter Mitnahme ihrer Waffen und Feldgeschütze. Die Mitnahme der Festungsarchive wurde ebenfalls bewilligt. In der Konvention wurde die tapfere Verteidigung ausdrücklich anerkannt. Den abziehenden Franzosen wurden die militärischen Ehren erwiesen.
Beim Kessel von Lille 1940 gewährte General Alfred Wäger den kapitulierenden Truppen unter General Jean-Baptiste Molinié volle militärische Ehren mit Défilé.